# فنسنت ريان
فنسنت ريان (بالإنجليزية: Vincent Ryan)‏ هو لاعب كرة قدم أيرلندي، ولد في 25 أكتوبر 1935 في دبلن في جمهورية أيرلندا. لعب مع نادي سانت ميرين ونادي سلتيك.